# اتحاد كتاب الإنترنت العرب

شعار اتحاد كتاب الإنترنت العرب.

اتحاد كتاب الإنترنت العرب هيئة ثقافية مسجلة في المملكة الأردنية الهاشمية، قام بتأسيسه عدد من الكتاب الرقميين العرب عام 2005 .يرأس الاتحاد الناقد المغربي سعيد يقطين وفقا لآخر انتخابات أجريت في العام 2011 . 
أطلق الاتحاد موقعا إلكترونيا على شبكة الإنترنت ، كما أعلن عن تخصيص جائزة خاصة بالإبداع الرقمي.

## الاهداف
وفقا لأدبيات الاتحاد المنشوره في موقعه الرسمي على شبكة الإنترنت فهو يهدف للتالي:
- نشر الوعي بالثقافة الرقمية في أوساط المثقفين والكتاب والإعلاميين العرب وكذلك نشر الوعي بالثقافة الرقمية بين أوساط الشعب العربي.
- يسعى الاتحاد جاهدا لتحقيق قفزات نوعية في وعي الشعب العربي عموما للالتحاق بركب الثورة الرقمية التي تجتاح العالم.
- المساهمة الفعالة في نشر الثقافة والإبداع الأدبي العربي، من خلال استخدام وسائل العصر الرقمي بما فيها شبكة الإنترنت.
- توحيد الجهود الفردية للمثقفين العرب عموما وأعضاء الاتحاد خصوصا لنشر وترسيخ مفهوم الثقافة الإلكترونية، والدخول بقوة فاعلة ومؤثرة عالميا للعصر الرقمي.
- رعاية المبدعين والموهوبين العرب، وتنمية قدراتهم والعمل على إبرازها ونشرهارقميا.
- السعي الحثيث لإدخال الثقافة والإبداع العربي بأصنافه كافة، ضمن سيل المعلوماترالمتدفق السريع.
- ترسيخ مفهوم أدب الواقعية الرقمية، بصفته الأكثر قدرة على الاتساق مع روح العصر.
- إنشاء دار نشر إلكترونية تسهم في نشر الإبداع الأدبي العربي بكافة أشكاله.
- التواصل الفعَّال والمؤثر مع سيل المعلومات المتدفق من خلال التواصل مع المثقفين من أرجاء العالم كافة، وإنشاء صيغ للتبادل الثقافي معهم.[4]

## وصلات خارجية
- الموقع الرسمي